# A mesma rosa amarela
A mesma rosa amarela é um samba-canção composto por Capiba sobre um poema de Carlos Pena Filho, em 1959.

## História
O poeta Carlos Pena Filho era um carnavalesco de não perder baile. Em 1959, iria a um baile no Clube Internacional do Recife, mas sua esposa Tânia estava convalescendo de uma gripe, no entanto o liberou para ir ao baile com uma amiga comum. Após o baile, apresentou um poema a Capiba, para fazer um frevo para o carnaval de 1960. Então Capiba, prevendo uma maior abrangência, fez um samba-canção (cujo sucesso o poeta não teve oportunidade de ver) que falava de amor, mas não para quem a composição se dirigia.
Dirigido a sua amiga, naquele dia sua companheira de festa, o poema iniciava assim:

"Você tem quase tudo dela,

o mesmo perfume, a mesma cor,

a mesma rosa amarela,

só não tem o meu amor."

## Sucesso
Gravada inicialmente por Claudionor Germano, cantor de frevos, não teve o sucesso esperado. Só se tornou nacionalmente conhecido na voz de Maysa Matarazzo.
Depois, foi interpretado por:
- Vanja Orico[8] (1962);
- Nelson Gonçalves[9] 1964;
- Conjunto Farroupilha[10]
- Cyro Monteiro
- Juarez Araújo
- Orquestra de Cordas Dedilhadas de Pernamabuco
- Raphael Rabello
- Tito Madi[11]
- Miúcha
- André Mehmari, Eliane Faria e Gordinho do Surdo[12]
- Paulinho Nogueira
- Paulo Molin[13]
- Vanja Orico

No rastro de seu sucesso, foi inaugurada uma boate no Recife, sob a direção de Manoel Correia (Zinho) e Heloísa Helena, cujo título, Rosa Amarela, rendia homenagem ao samba-canção de Carlos Pena e Capiba.